# نواة (جبر)
في الفروع المتعددة من الرياضيات التي تندرج تحت الجبر التجريدي، نواة تشاكل (بالإنجليزية: Kernel)‏ هي عموما الصورة العكسية للصفر بهذا التشاكل. أما التشاكل، فهو كل دالة تحافظ على البنية.
تحدد نواة التشاكل إلى أي درجة يخفق التشاكل في أن يكون تباينيًّا. وتعد نواة التطبيق الخطي حالة خاصة مهمة من الأنوية. ونواة المصفوفة (والمسماة أيضًا الفضاء الفراغي) هي أيضًا نواة للتطبيق الخطي الذي تحدده المصفوفة.
يأخذ تعريف النواة أشكالًا عدة في أطر مختلفة، ولكن بشكل عام فإن نواة أي تشاكل تكون تافهة (بالمعنى المتعلق بذاك السياق) إذا وفقط إذا كان التشاكل تباينيًّا. المبرهنة الأساسية في التشاكلات (أو مبرهنة تساوي الشكل الأولى) هي مبرهنة تأخذ هي الأخرى أشكالًا مختلفة، وهي تنطبق على جبر خارج القسمة المعرَّف بالنواة.

## أمثلة شاملة

### التطبيقات الخطية
ليكن V و W فضائين متجهين على حقل وليكن T تحويلا خطيا معرفا من من V إلى W. نواة هذه التطبيق الخطي هو مجموعة المتجهات من الفضاء المتجهي V واللائي المتجهة المنعدمة صورةٌ لهن.
{\displaystyle \ker T=\{\mathbf {v} \in V:T(\mathbf {v} )=\mathbf {0} _{W}\}.}

### تشاكلات الزمر
نواة التشاكل الزمري {\displaystyle f\colon G\!\rightarrow G\!^{'}} هي مجموعة كل عناصر {\displaystyle G\!} المطبَّقة إلى العنصر المحايد لـ {\displaystyle G\!^{'}}. وهي زمرة جزئية طبيعية من {\displaystyle G\!}، وهي تتضمن دائمًا العنصر المحايد لـ {\displaystyle G\!}. وهي تُختزَل إلى العنصر المحايد فقط إذا وفقط إذا كانت {\displaystyle f} تباينية.

## الجبر الشامل
يمكن توحيد وتعميم كل الحالات أعلاه في ما يدعى الجبر الشامل.